# Манхигут Йегудит
Манхигут Йегудит (ивр. מנהיגות יהודית‎, Еврейское руководство) — израильское общественно-политическое движение, основано Моше Фейглиным.

## Основные положения программы
1. Принципы
- Релевантность. Решение проблемы террора.
- Применимость.
- Понимание того, что террором движет надежда на успех.

2. Официальное включение в состав государства Израиль территорий Иудеи, Самарии и Газы и их ускоренное заселение.
3. Истоки программы: еврейская традиция.
4. Обоснование программы: Устав Ликуда.
5. Создание в Кнессете, помимо существующей в нем палаты представителей, также верхней палаты (сенат) в составе 70 депутатов. Сенат будет рассматривать принципиальные вопросы, связанные с судьбой народа Израиля, и будет служить Верховным конституционным судом. Принятие конституции Израиля, которая закрепит его характер как еврейского государства. Конституция будет гарантировать гуманитарные права всякого лояльного жителя государства и гражданские права всех проживающих в нем евреев.
6. Соответствие программы естественному ходу событий и отсутствие жизнеспособных альтернативных вариантов.

## Политическая платформа
Манхигут Йегудит — израильское общественно-политическое движение правого лагеря, позднее — политическая платформа в партии «Ликуд», основана Моше Фейглиным, предложившего правящему партийному истеблишменту основу национального развития, основанную на религиозных, светских и национальных традициях.

## Лидеры движения
- Моше Фейглин — основатель движения и председатель
- Михаэль Пуа — генеральный директор
- Моше Пелед — бывший депутат Кнессета
- Рав Ури Шерки — глава ивритского отделения института «Махон Меир»
- Эран Штернберг, бывший пресс-секретарь мэрии Гуш-Катифа

## События
19 декабря 2006 года в Иерусалиме состоялся ежегодный съезд движения «Манхигут Йегудит». Как заявлено в анонсе предстоящего события, съезд был посвящён вопросам дальнейших действий движения и подготовки к предстоящим выборам в руководство Ликуда.